# 敬铉
敬铉，字鼎臣，金朝官员，原籍河东，后迁居易水。
祖父敬嗣徽在金朝官至参知政事；父亲敬子渊，官至乐陵县令；兄长敬鉴，同知嵩州事。敬铉与太原元好问在金宣宗兴定四年（1220年）同登进士第，授郏城主簿，改白水县县令，避兵北渡隐居。元朝初年为中都提学，学者称大宁先生，著有《春秋备忘》四十卷，元仁宗时命刻其书，行于世。敬铉的侄子敬元长，有学行，官至太常博士。敬元长之子敬儼。